# Micropterix trifasciella
Micropterix trifasciella és una espècie d'arna de la família Micropterigidae. Va ser descrita per Heath, l'any 1965.
Aquesta espècie es pot trobar als Alps, tant al vessant francès, com a la italiana.
Té una envergadura de 3.4-4.7 mm els mascles i de 4.2-4.8 les femelles.